# Rupel
 Ovo je glavno značenje pojma Rupel. Za geološko razdoblje, doba u epohi oligocena pogledajte Rupel (geološko razdoblje).
Rupel je plimna rijeka u sjevernoj Belgiji, desna pritoka Scheldta. Duga je oko 12 kilometara. Teče kroz belgijsku pokrajinu Antwerpen. Nastaje sutokom rijeka Dijle i Nete u gradu Rumst. Uliva se u Scheldt kod grada Schelle. Gradovi uz Rupel su Rumst, Boom, Niel i Schelle. Rupel je plovna i čini dio plovnog puta do Bruxellesa.
Geološko razdoblje Rupel, doba u epohi oligocena, dobilo je ime po ovoj rijeci.

## Vanjske poveznice
|  | Zajednički poslužitelj ima još gradiva o temi Rupel |